# Таратута, Дмитрий Олегович
Дми́трий Оле́гович Тарату́та (укр. Дмитро Олегович Таратута) — украинский военнослужащий, капитан, участник российско-украинской войны. Герой Украины (2024).

## Биография
Проживает в городе Кропивницкий. Принимал участие в АТО и ООС на востоке Украины. После начала российского вторжения в Украину продолжает службу в составе Вооружённых сил Украины. Благодаря его мужеству и профессионализму уничтожено значительное количество оккупантов и вражеской техники.

## Награды
- Звание «Герой Украины» с удостоением ордена «Золотая Звезда» (26 июля 2024) — за личное мужество и героизм, проявленные в защите государственного суверенитета и территориальной целостности Украины, верность военной присяге[1].
- Орден Богдана Хмельницкого III степени (13 апреля 2022) — за личное мужество и высокий профессионализм, проявленные в защите государственного суверенитета и территориальной целостности Украины, верность военной присяге[2].